# Feijão-preto

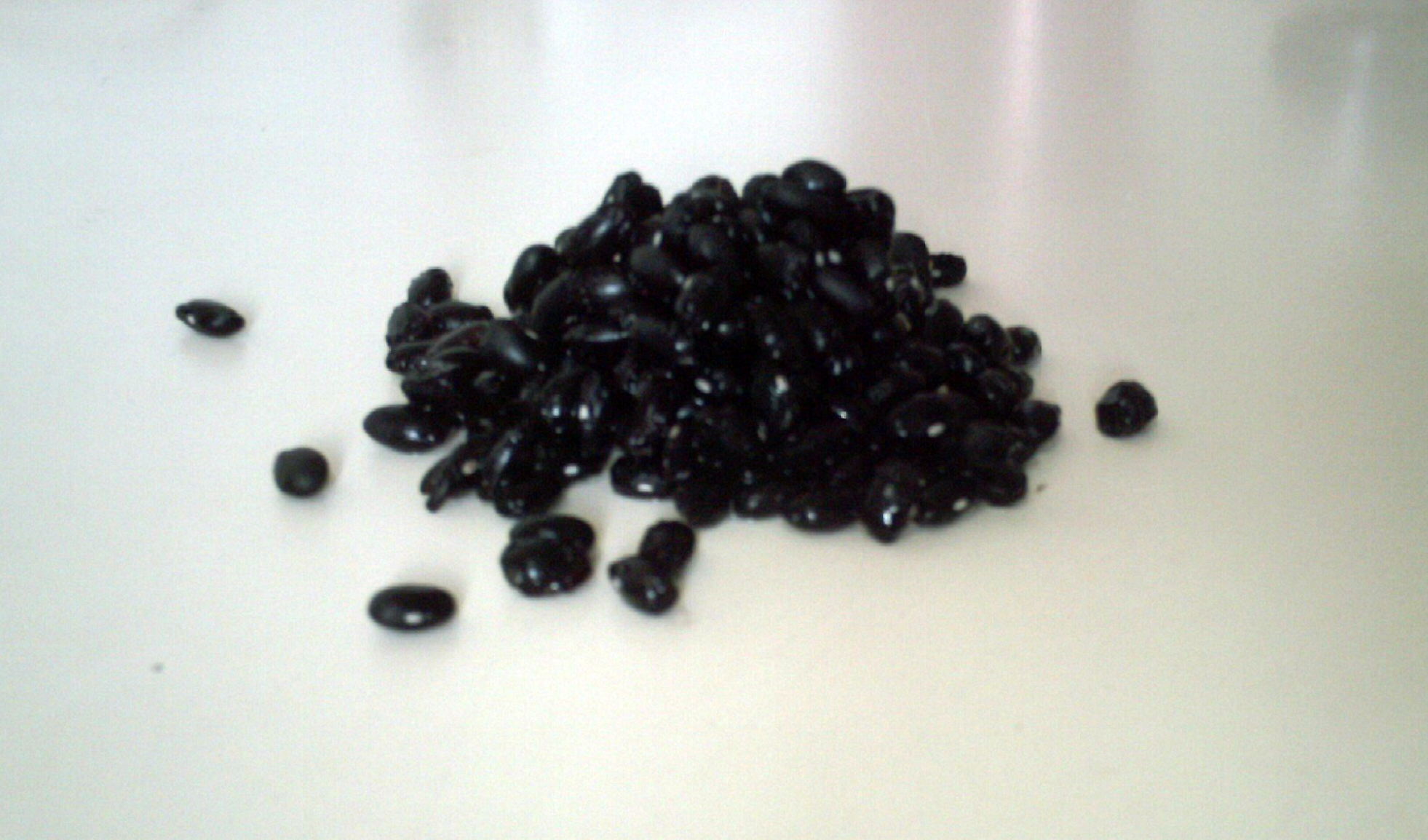
Feijões-pretos

Os feijões-pretos são grãos produzidos por diferentes variedades da leguminosa Phaseolus vulgaris, que são utilizados na culinária do Brasil, Cuba, Ilhas Canárias, México, Venezuela, Costa do Caribe e Orinoquia colombiana.
Esta planta é nativa da América. Dois fundos genéticos ou centros de origem foram identificados, um na Mesoamérica e outro na América Andina (Voysest, 1998c; 2000). O primeiro centro caracteriza-se principalmente por apresentar sementes de forma elíptica e romboidal. São pequenas, 100 sementes pesam abaixo de 40 g. Enquanto isso, na América Central Andina, são produzidas sementes em formato de rim, cilíndricas e redondas. 100 sementes pesam mais de 40 g. Em ambas as coleções, as sementes apresentam cores variadas do preto ao branco e com listras ou combinação de cores. Na Venezuela, o maior consumo e preferência é por grãos de origem mesoamericana e, particularmente, de cor preta opaca (Voysest, 2000; Medina, 2012).

## Descrição
É uma planta de hábito de crescimento indeterminado, porte ereto e um guia curto no final do caule principal. É bastante ramificada e tende a agrupar a maior quantidade de frutos no eixo principal.

### Frutos
Os grãos vêm em vagens que são curvas e de cor creme quando maduras. Sob certas condições ambientais podem ter pigmentação marrom ou roxa. As sementes são pretas opacas, alongadas, de tamanho pequeno, com 18 a 25 g / 100 sementes.

### Ciclo vegetativo
A semente floresce 35 dias após a germinação. A maturação dos frutos ocorre entre 65 e 75 dias após a germinação e a colheita ocorre entre 78 e 80 dias. Permite muito bem uma colheita mecanizada.

### Solos favoráveis para seu cultivo
Apesar de admitir uma ampla gama de solos, os mais indicados são os solos leves, de textura silicoso-siltosa, com boa drenagem e ricos em matéria orgânica. Em solos fortemente argilosos, com muito calcário e muito salinos, vegeta mal, sendo muito sensível ao alagamento, de forma que a irrigação excessiva pode ser suficiente para prejudicar a cultura, deixando a planta com a cor de palha e atrofiada. Os valores adequados de pH variam entre 6 e 7,5, embora em solo arenoso se desenvolve bem com valores de até 8,5. Se o solo for leve e arenoso, adiciona-se uma quantidade generosa de turfa úmida, composto ou esterco maduro. Se a drenagem não for boa, forma-se um cacho ou uma pequena elevação e semeia-se na parte superior. Se o solo for muito ácido, adiciona-se cal.

## Gastronomia

### Brasil
Fazem parte da feijoada, prato nacional brasileiro.

### Cuba
É muito popular prepará-los misturados com arroz branco. Desta forma, obtém-se o que é conhecido como Moros y Cristianos.

### México
Eles são usados para preparar feijão-preto refrito, um acompanhamento popular da culinária mexicana.

### Venezuela
O feijão é o principal grão da gastronomia venezuelana e um dos ingredientes do pavilhão crioulo, prato típico da Venezuela. Prepara-se também uma sopa que é um prato representativo de Caracas, que é servida antes do prato "seco" ou principal dos almoços ou refeições. Seu preparo é simples, pois inclui apenas sal, alguns temperos e toques pessoais. Alguns adicionam açúcar (principalmente no Oriente), enquanto no Ocidente costumam adicionar soro de leite (produto lácteo cremoso acidificado, salgado e picante). Da mesma forma, junto com o queijo branco duro ralado, forma uma combinação chamada dominó que costuma ser consumida como recheio de arepas e empanadas. Quando deixados de um dia para o outro, são fritos em manteiga, margarina ou óleo e obtém-se uma espécie de pasta chamada feijão frito . No estado de Lara, é comum servi-los na tostada caroreña e até acompanha macarrão .

## Variedades
- Montalban[2]
- Tacarigua
- Jamapa
- Cubagua